# Limnophis bangweolicus
Limnophis bangweolicus là một loài rắn trong họ Rắn nước. Loài này được Mertens mô tả khoa học đầu tiên năm 1936.